# Età neo-sumerica

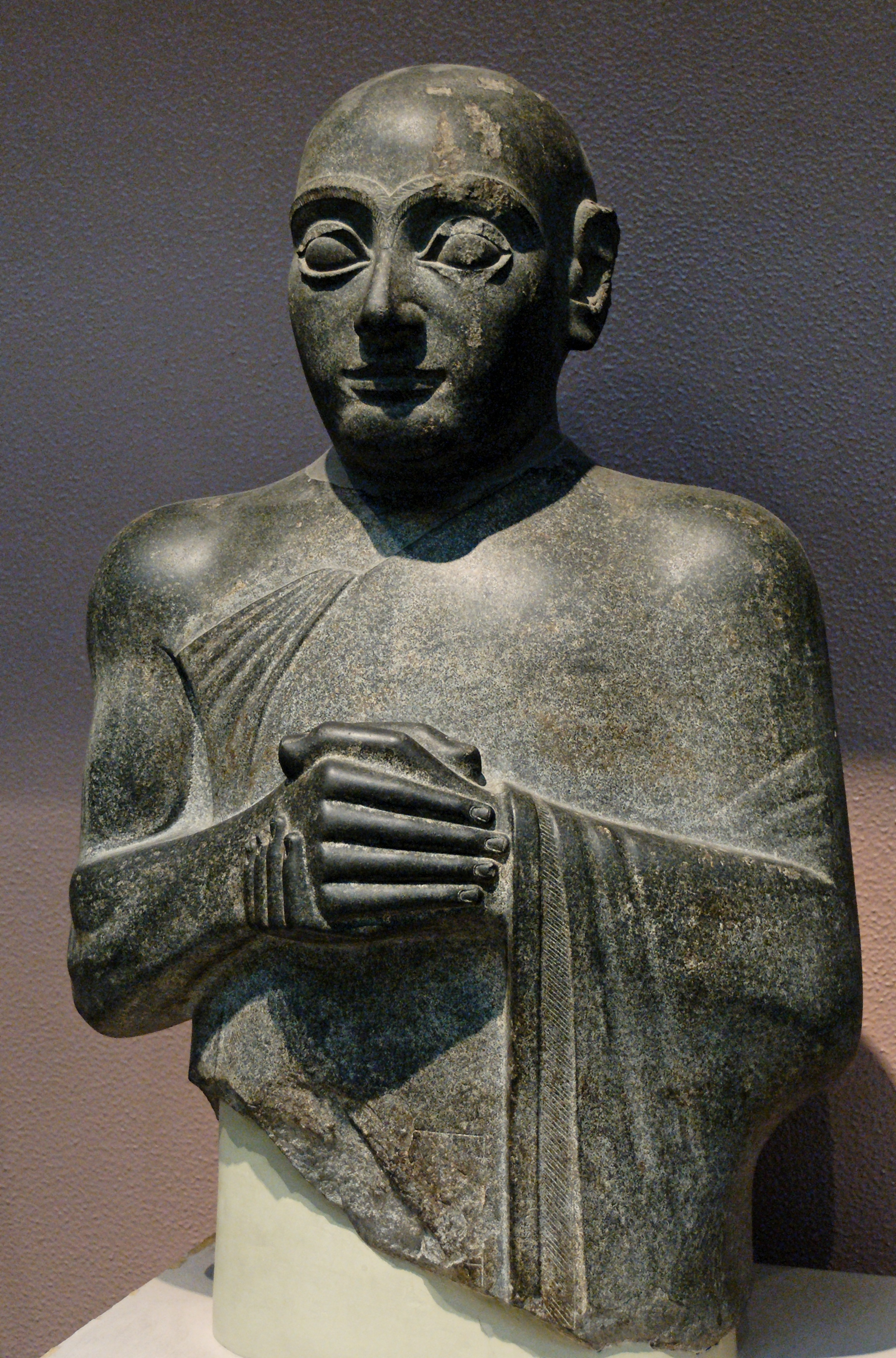
La "statua V" di Gudea: è della fine del III millennio a.C. (testa e corpo sono stati incollati ed è dubbio che facessero parte della stessa statua)

L'età neo-sumerica (detta anche "rinascita sumerica" o "rinascita sumera") è una fase della storia della Mesopotamia (collocata intorno alla fine del III millennio a.C.) che vede, dopo l'egemonia accadica (il cui fulcro era in Akkad o Media Mesopotamia), un ritorno di iniziativa da parte delle città di Sumer (Bassa Mesopotamia).
I re più importanti di questa età sono Utu-hegal (2120-2112 a.C.) a Uruk, Ur-Nammu (2112-2095 a.C.) e Shulgi (2094-2047 a.C.) a Ur, e soprattutto Gudea (datazione incerta, probabilmente contemporaneo di Ur-Nammu) a Lagash. Ur-Nammu e Shulgi sono i primi due re della Terza dinastia di Ur, il cui ultimo re è Ibbi-Sin (2028-2004).

## Storia
Dopo Shar-kali-sharri (2217-2193 a.C.), l'ultimo importante re accadico, seguì un periodo di frammentazione politica che la Lista reale sumerica cerca di porre in linea attraverso una sequenza evidentemente fittizia. Essa fa infatti seguire a Shar-kali-sharri quattro re minori che regnano per appena tre anni (2193-2190) e poi due lunghi regni, quello di Dudu e quello di Shu-turul, ultimo dinasta accadico. Segue una Quarta dinastia di Uruk, dopo di che la regalità passa ai Gutei (una popolazione del Luristan, sui Monti Zagros), sconfitti da Utu‐hegal (Utukheĝal), unico rappresentante della Quinta dinastia di Uruk. A Utu‐hegal segue Ur-Nammu, primo re della Terza dinastia di Ur.
Conclusasi l'esperienza accadica e con l'emergere del dominio guteo, le città del paese di Sumer ottennero un nuovo spazio di manovra. Per quanto durante il dominio guteo il commercio dovette, secondo la valutazione dell'epoca, subire un certo arresto, è possibile che la fiscalità sia stata più leggera, a motivo della debolezza istituzionale dei Gutei, in particolare per Sumer, mentre in Akkad i Gutei potrebbero aver sfruttato la struttura statale messa in piedi dagli Accadi.
Sia come sia, con la riconquistata indipendenza, le città-stato sumeriche ripresero la loro tradizione statale, con gli ensi posti a dominare le singole città. Tra queste, la Lista reale sumerica pone l'accento sulla Quarta dinastia di Uruk, mentre i resti archeologici più rilevanti riguardano la Seconda dinastia di Lagash (con i re Ur-Baba, Gudea e Ur-Ningirsu). Particolarmente rilevanti sono i testi letterari e le statue votive relativi a Gudea, che risulta il re sumerico più noto.
L'attività di Gudea non ebbe ampio raggio. L'E-ninnu, il tempio dedicato a Ningirsu, dio della città di Lagash, è la sua realizzazione architettonica più importante. Nella ricostruzione letteraria, tale edificazione è reinterpretata e reinventata su scala globale, con tutte le popolazioni del mondo conosciuto che convergono, ciascuna con la materia prima che la caratterizza, all'impresa della sua costruzione. Il mondo stesso, nella ricostruzione mitica, è inteso come elemento facilitatore, per cui i fiumi sembrano disposti a bella posta per fungere da via di comunicazione.
Tale magniloquenza e sfoggio di potenza riflette anche la concreta indipendenza delle città-stato di Sumer rispetto al dominio guteo, che appare peraltro non sostenuto da una consistente presenza demografica. Bastò un singolo scontro militare perché le città-stato sumere si liberassero del giogo guteo: l'unico re della Quinta dinastia di Uruk, Utu‐hegal, raccolse un esercito e batté i soldati che il guteo Tirigan aveva inviato contro i ribelli. Utu‐hegal poté così ritagliarsi un potere egemonico su Sumer, finché non verrà scalzato dal re Ur-Nammu, ensi di Ur (inizialmente per conto dello stesso Utu‐hegal), che apre la potente Terza dinastia di Ur.